# Ezelsdorf

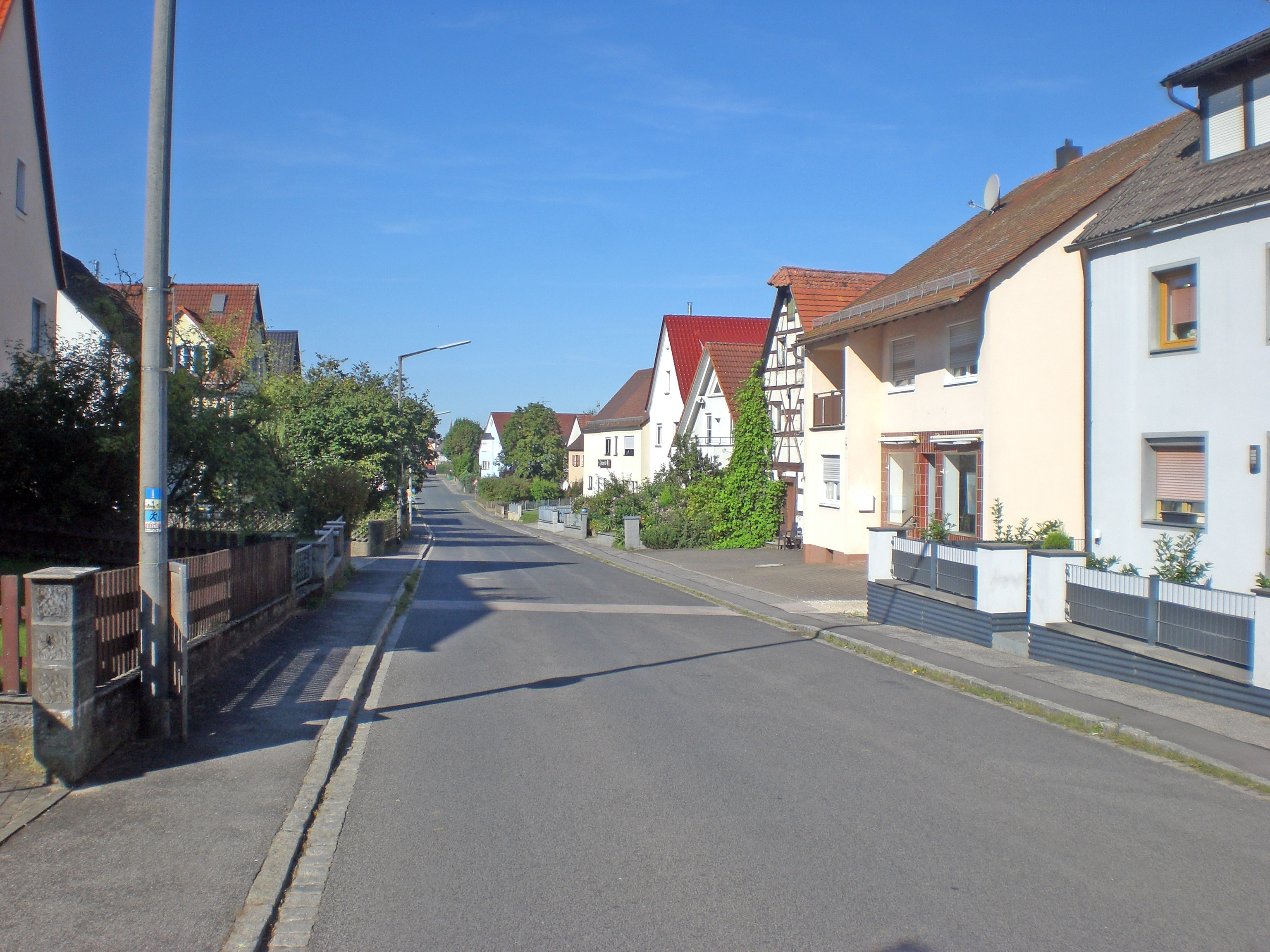
Hauptstraße in Ezelsdorf

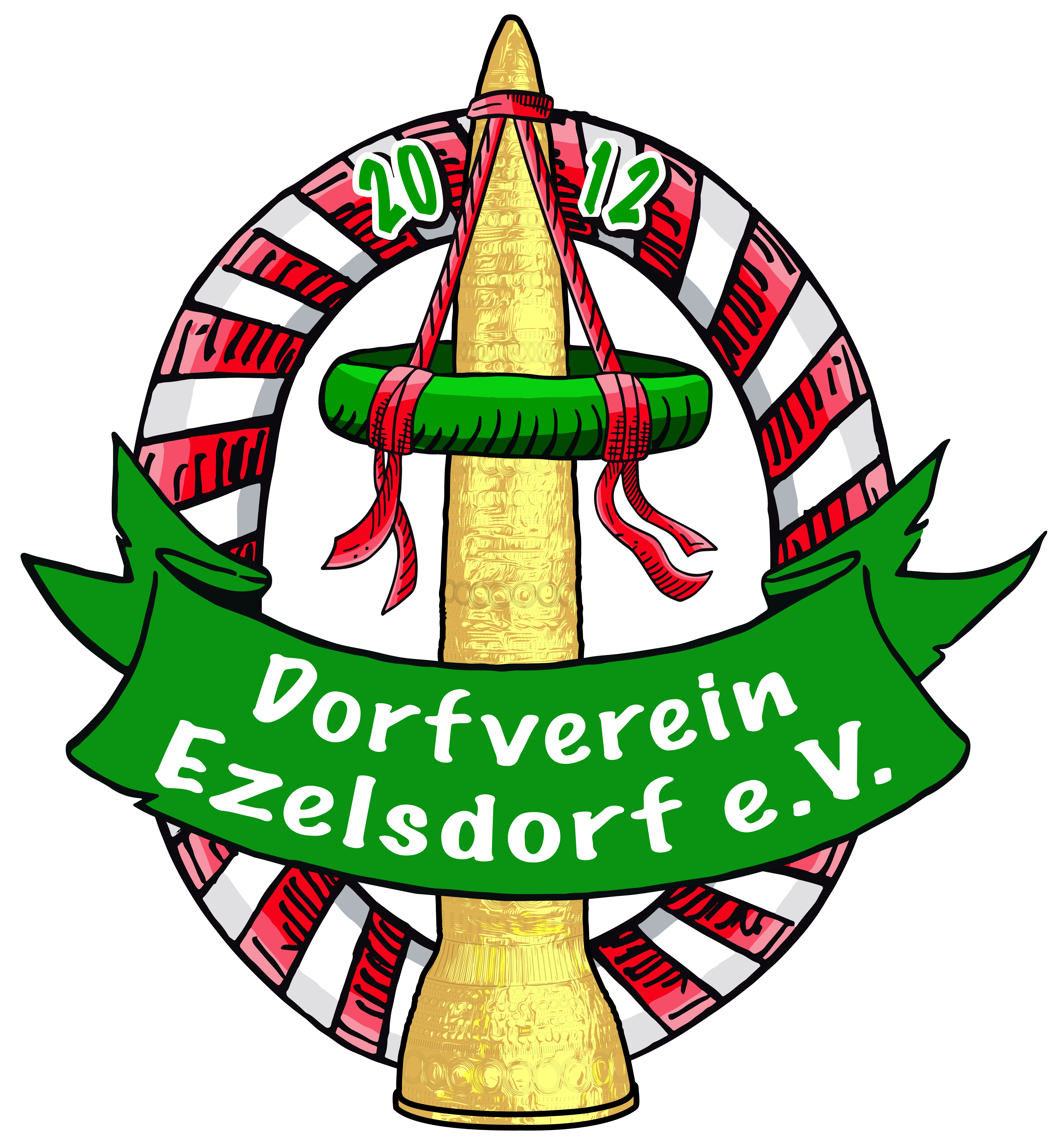
Wappen des Dorfvereins Ezelsdorf

Ezelsdorf ist ein Gemeindeteil der Gemeinde Burgthann im Landkreis Nürnberger Land (Mittelfranken, Bayern). Die Gemarkung Ezelsdorf hat eine Fläche von 5,712 km². Sie ist in 2339 Flurstücke aufgeteilt, die eine durchschnittliche Flurstücksfläche von 2441,93 m² haben. In ihr liegt neben dem namensgebenden Ort der Gemeindeteil Steinbach.
In Ezelsdorf gibt es eine Grundschule, einen Kindergarten, eine Kinderkrippe, eine katholische Kirche, ein evangelisches Gemeindehaus, mehrere Vereine, einen Metzger sowie eine Gaststätte und ein Sportheim mit Tennisplätzen, zwei Fußballfeldern und einer Dirtbikeanlage. Auch gibt es einige Ferienwohnungen. Die Freiwillige Feuerwehr Ezelsdorf sorgt für den Brandschutz und die allgemeine Hilfe. Im Jahr 2012 wurde von einigen „Ezelsdorfern“ der Dorfverein Ezelsdorf gegründet, welcher sich als eine Plattform für die gemeinsame Gestaltung des Dorfes sieht.
In Ezelsdorf haben viele Anwesen von früher her noch einen weiteren Namen, den so genannten Hausnamen. Bekannte Hausnamen sind z. B. „Friedl“ oder „Hansenwirt“. Die jeweilige Eigentümerfamilie nennt man dann „van Friedl“ oder „van Hansenwirt“, während der einzelne Hausbewohner z. B. als „Hansenwirts-Rudl“ bezeichnet wird.

## Geografie
Das Kirchdorf bildet mit Steinbach im Westen eine geschlossene Siedlung. Ezelsdorf gliedert sich in „alte Siedlung (Brunn-Espan)“, Bahnhofssiedlung und „neue Siedlung“ (auch Österreicher-Siedlung genannt, wegen der Straßenbezeichnungen). Eine Gemeindeverbindungsstraße führt zur Bundesstraße 8 (1,2 km südwestlich) bzw. an Osterhof vorbei nach Schwarzenbach zur Staatsstraße 2401 (2,8 km nördlich). Weitere Gemeindeverbindungsstraßen führen am Heinleinshof vorbei zur Kreisstraße LAU 22 (2,2 km nordwestlich), nach Grub (2,1 km nordöstlich), nach Buch (1,8 km südöstlich) und nach Postbauer-Heng zur B 8 (1,7 km südlich).

## Geschichte
In der Nähe von Ezelsdorf wurde 1953 der Goldhut von Ezelsdorf-Buch, ein 89 cm hoher Goldblechkegel aus der Bronzezeit gefunden. Der Finder Michael Dörner zerhackt ihn als „hinderliches Blech“ und wirft ihn achtlos zu Seite; heute ist er im Germanischen Nationalmuseum in Nürnberg zu besichtigen.
Ezelsdorf/Steinbach ist vermutlich eine „echte“ Gründung des Volksstamms der Franken. Der Ort ist nach dem Gründer „Ezel“ benannt worden. Im 13. Jahrhundert hatten die Herren von Thann hier Grundrechte. 1297 gelangten die Güter an den Deutschherrenorden. 1300 gingen sie auf den Burggrafen Friedrich IV. von Nürnberg über. Von 1350 bis 1806 gehörte Ezelsdorf zum Oberamt Burgthann.
Mit dem Gemeindeedikt (frühes 19. Jahrhundert) entstand der Steuerdistrikt Ezelsdorf. Zu diesem gehörten Großvoggenhof, Grub, Schwarzenbach und Steinbach. Zugleich wurde die Ruralgemeinde Ezelsdorf gebildet, zu der Steinbach gehörte. Sie unterstand in Verwaltung und Gerichtsbarkeit dem Landgericht Altdorf. Im Zuge der Gebietsreform in Bayern wurde die Gemeinde am 1. Januar 1972 nach Burgthann eingegliedert.

### Baudenkmäler
- Hauptstraße 47: Wohnstallhaus
- Hauptstraße 50: Wohnstallhaus

### Einwohnerentwicklung der Gemeinde Ezelsdorf
| Jahr          | 1910 | 1933 | 1939 | 1987 | 2014 | 2017 |
| Einwohnerzahl | 379  | 348  | 414  | 1419 | 2089 | 2115 |

## Religion

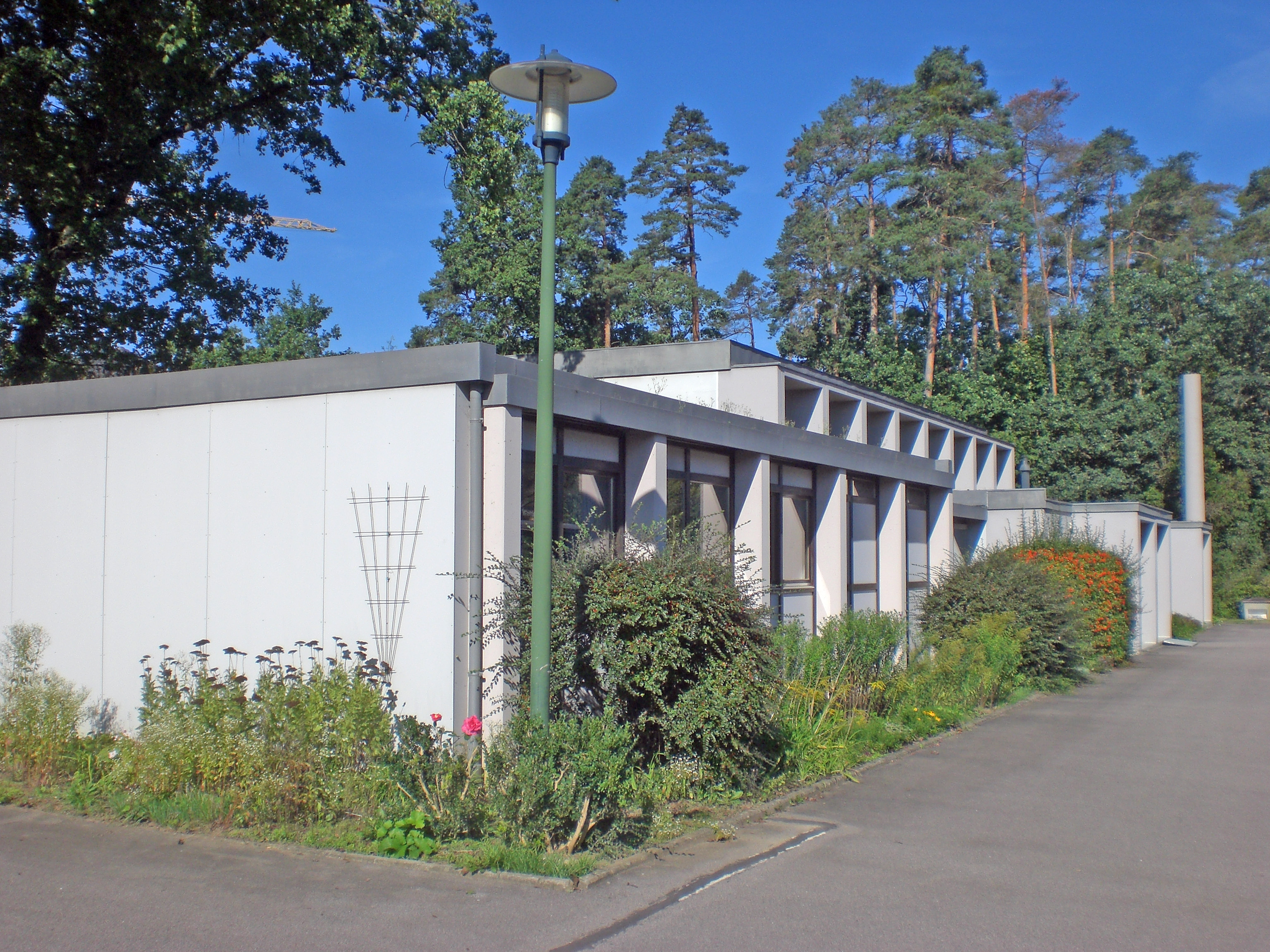
Die Kirche Heilig-Geist in Ezelsdorf

- Katholische Kirche Heilig-Geist

## Kultur und Sehenswürdigkeiten

### Haus der Gemeinde

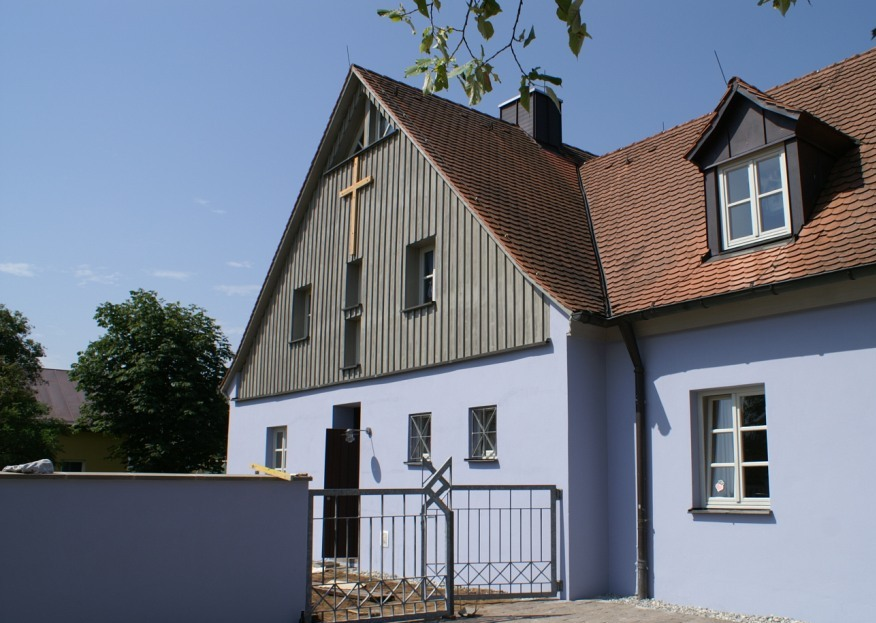
Haus der Gemeinde Ezelsdorf 2

Die ehemalige Dreschscheune in der Ortsmitte wurde 1986/87 zum Haus der Gemeinde umgebaut. 109 Gemeindeglieder leisteten damals über 3000 Stunden Arbeit. Am 19. Juli 1987 wurde das Haus durch Landesbischof Hermann von Loewenich eingeweiht. Im Jahr 2007 wurde es – wieder mit der Hilfe vieler Ezelsdorfer – renoviert. Heute bietet das Haus Raum für diverse Veranstaltungen der Kirchengemeinde und des Diakonievereins. So finden darin unter anderem 14-täglich ein Gottesdienst und ein Kindergottesdienst statt sowie die Treffen der Seniorentagesstätte und der Mutter-Kind-Gruppe sowie anderer Gruppen.

### Kreislehrgarten

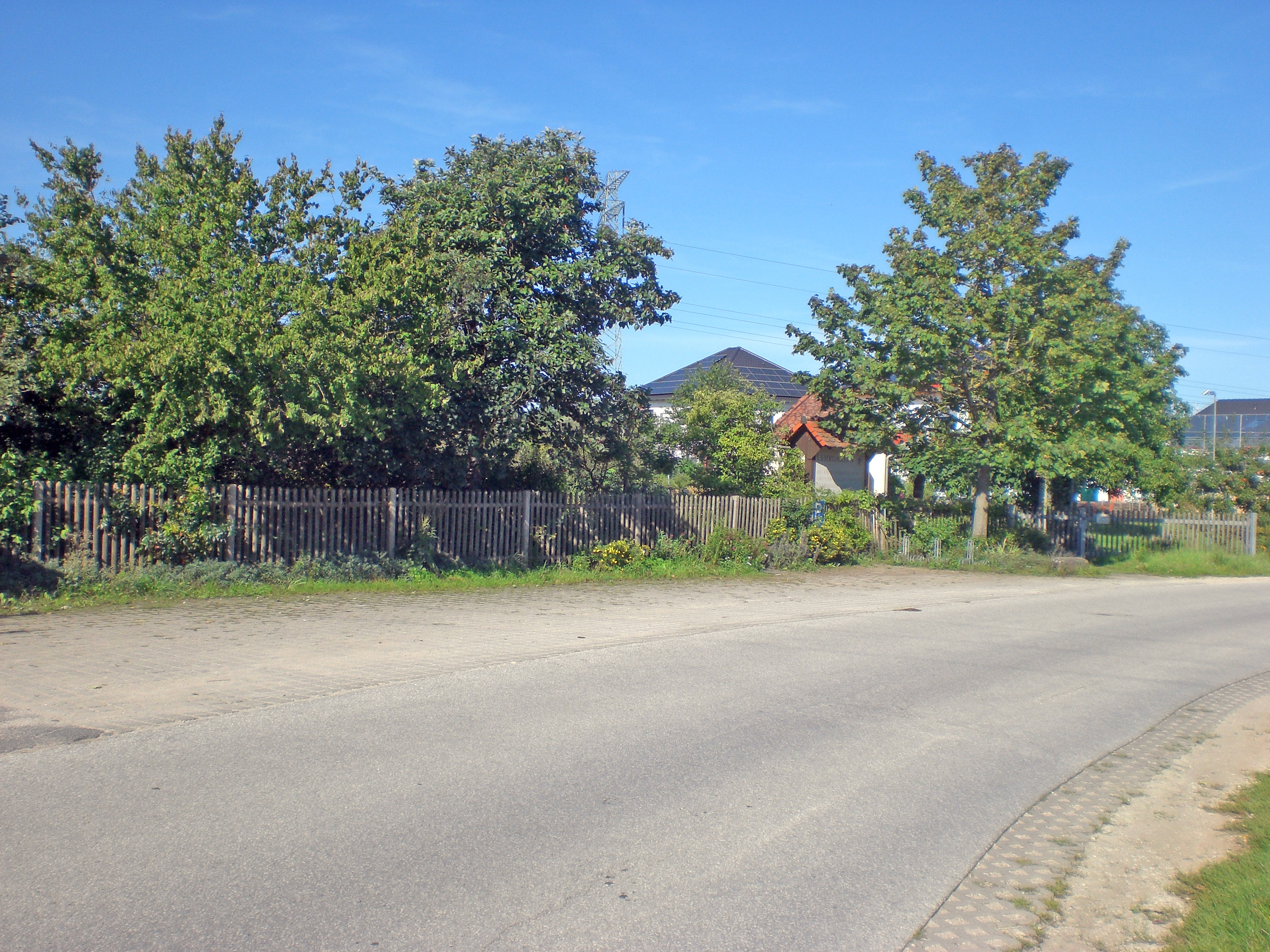
Der Kreislehrgarten in Ezelsdorf

In Ezelsdorf befindet sich der Kreislehrgarten Ezelsdorf.

## Persönlichkeiten
- Jessica May (* 1999 in Ezelsdorf), Fußballspielerin